# Vågsøy kommun
Vågsøy kommun (norska: Vågsøy kommune) var en kommun i Sogn og Fjordane fylke i västra Norge. Det är också namnet på den största ön i kommunen. Den administrativa huvudorten var tätorten Måløy. Till ytan var kommunen den minsta i Sogn og Fjordane fylke. Kommunen gränsade till Selje kommun i norr, Vanylvens kommun och Eids kommun i öst och till Bremangers kommun i söder (över fjorden). Nordsjön ligger i väst.
Huvuddelen av kommunen blev 1 januari 2020 sammanslagen med Flora kommun till den nya kommunen Kinn. Delarna Totland, Bryggja och Maurstad överfördes till den likaledes nybildade Stads kommun.

## Bildgalleri

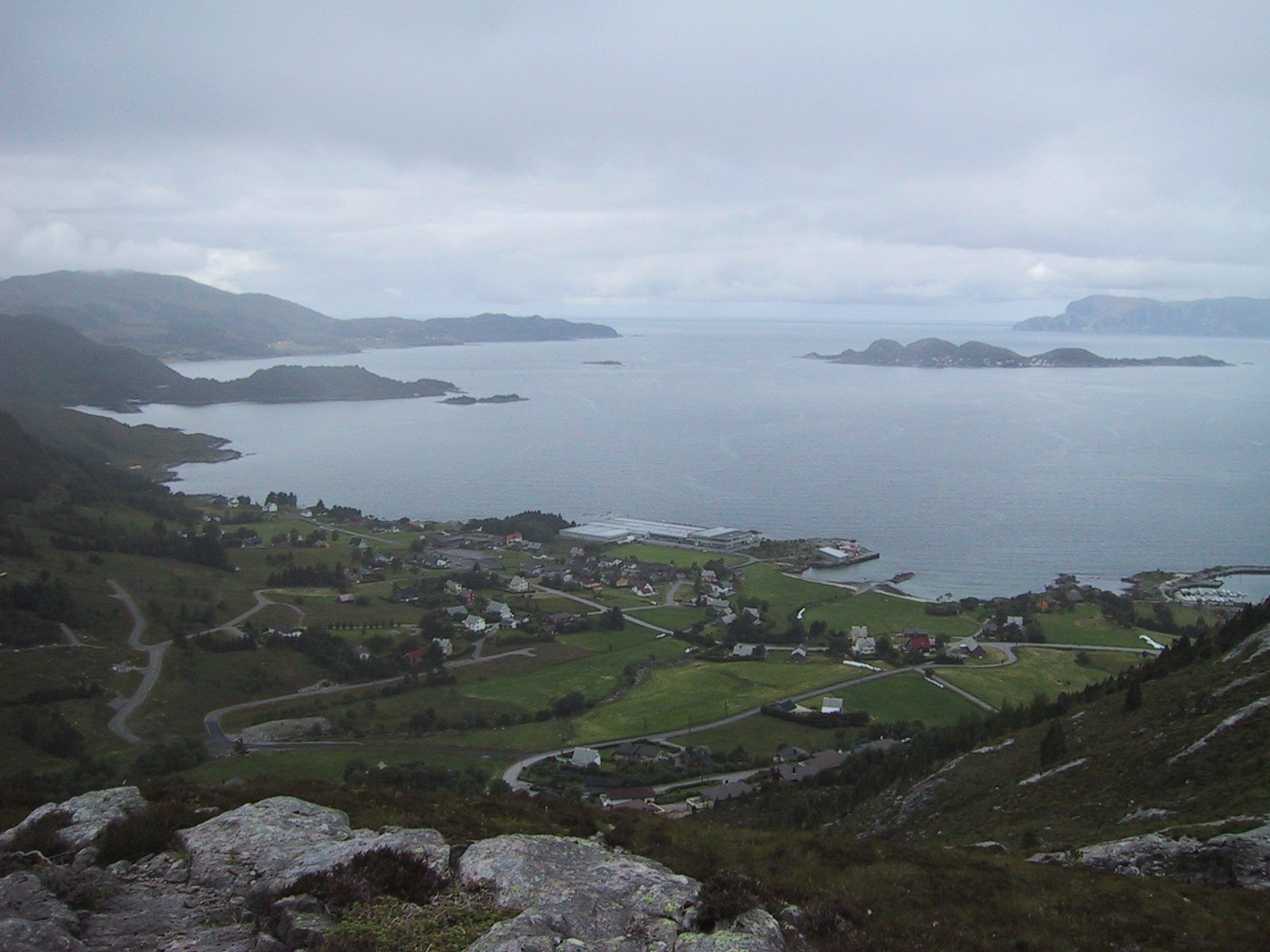
Utsikt mot Stadhavet.
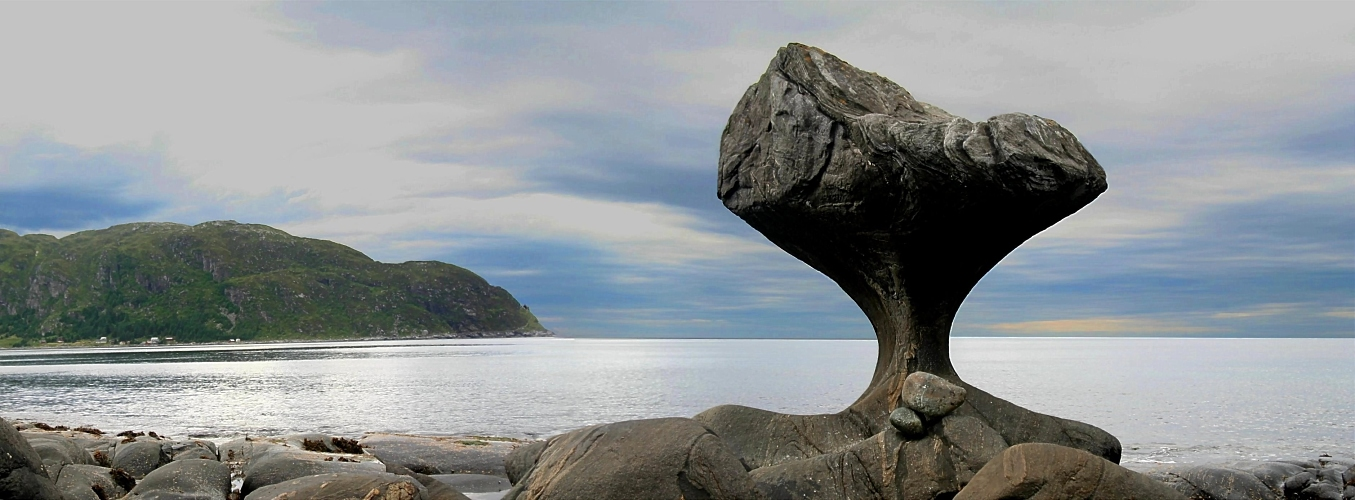
Kannesteinen i Oppedal på västra sidan av Vågsøy.
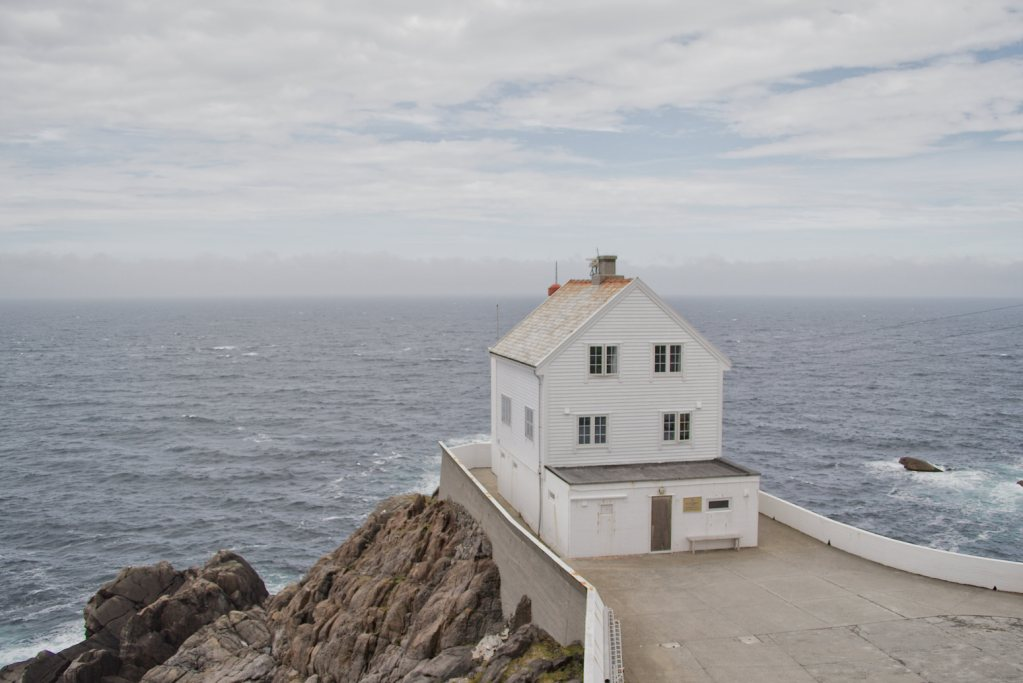
Kråkenes fyr.